# Jure Škifić
Jure Škifić (ur. 24 lipca 1988 w Zadarze) – chorwacki koszykarz występujący na pozycjach silnego skrzydłowego, od 2023 zawodnik BK KVIS Pardubice.
9 sierpnia 2016 został zawodnikiem Polskiego Cukru Toruń. 10 sierpnia 2017 podpisał umowę z BM Slam Stalą Ostrów Wielkopolski.
26 sierpnia 2021 dołączył do Legii Warszawa. 5 sierpnia 2022 zawarł kontrakt z GTK Gliwice. 3 sierpnia 2023 podpisał umowę z BK KVIS pardubice.

## Osiągnięcia
Stan na 1 grudnia 2023, na podstawie, o ile nie zaznaczono inaczej.
Drużynowe
- Mistrz II ligi rosyjskiej (2015)
- Wicemistrz:
  - Słowenii (2021)
  - Chorwacji (2010)
  - Cypru (2019)
  - Polski (2017[7], 2018[8], 2022[9])
- Zdobywca Pucharu Słowenii (2021)
- Finalista:
  - Pucharu Cypru (2019)
  - Superpucharu Słowenii (2020)
- Uczestnik rozgrywek:
  - Eurocup (2009/10)
  - Ligi Adriatyckiej (2009/10, 2011/12)

Reprezentacja
- Uczestnik mistrzostw Europy U–18 (2006 – 10. miejsce)[10]